# Puerto Rico i olympiska sommarspelen 2012
Puerto Rico deltog i de olympiska sommarspelen 2012 som ägde rum i London i Storbritannien mellan den 27 juli och den 12 augusti 2012.

## Medaljörer
| Medalj | Namn          | Sport     | Gren                           |
| ------ | ------------- | --------- | ------------------------------ |
| Silver | Jaime Espinal | Brottning | Herrarnas mellanvikt i fristil |
| Brons  | Javier Culson | Friidrott | Herrarnas 400 m häck           |

## Boxning
- Huvudartikel: Boxning vid olympiska sommarspelen 2012

Herrar
| Boxare                   | Gren            | Sextondelsfinal       | Åttondelsfinal           | Kvartsfinal             | Semifinal            | Final                | Final            |
| Boxare                   | Gren            | Motståndare Resultat  | Motståndare Resultat     | Motståndare Resultat    | Motståndare Resultat | Motståndare Resultat | Placering        |
| ------------------------ | --------------- | --------------------- | ------------------------ | ----------------------- | -------------------- | -------------------- | ---------------- |
| Jantony Ortiz            | Lätt flugvikt   | Sulemanu (GHA) W 20–6 | Ajrapetjan (RUS) L 13–15 | Gick inte vidare        | Gick inte vidare     | Gick inte vidare     | Gick inte vidare |
| Jeyvier Cintrón          | Flugvikt        | Oteng (BOT) W 14–12   | Henriques (BRA) W 18–13  | Alojan (RUS) L 13–23    | Gick inte vidare     | Gick inte vidare     | Gick inte vidare |
| Félix Verdejo            | Lättvikt        | Huertas (PAN) W 11–5  | Mejri (TUN) W 16–7       | Lomachenko (UKR) L 9–14 | Gick inte vidare     | Gick inte vidare     | Gick inte vidare |
| Francisco Vargas Ramirez | Lätt weltervikt | Yigit (SWE) L 9–13    | Gick inte vidare         | Gick inte vidare        | Gick inte vidare     | Gick inte vidare     | Gick inte vidare |
| Enrique Collazo          | Mellanvikt      | Hartel (GER) L 10–18  | Gick inte vidare         | Gick inte vidare        | Gick inte vidare     | Gick inte vidare     | Gick inte vidare |

## Brottning
- Huvudartikel: Brottning vid olympiska sommarspelen 2012

Herrar, fristil
| Brottare        | Gren   | Kvalomgång           | Åttondelsfinal        | Kvartsfinal               | Semifinal            | Återkval 1           | Återkval 2           | Final / Brons        | Final / Brons |
| Brottare        | Gren   | Motståndare Resultat | Motståndare Resultat  | Motståndare Resultat      | Motståndare Resultat | Motståndare Resultat | Motståndare Resultat | Motståndare Resultat | Placering     |
| --------------- | ------ | -------------------- | --------------------- | ------------------------- | -------------------- | -------------------- | -------------------- | -------------------- | ------------- |
| Franklin Gómez  | -60 kg | Kudukhov (RUS) L 1–3 | Gick inte vidare      | Gick inte vidare          | Gick inte vidare     | Dutt (IND) L 0–3     | Gick inte vidare     | Gick inte vidare     | 15            |
| Francisco Soler | -74 kg | BYE                  | Burroughs (USA) L 0–3 | Gick inte vidare          | Gick inte vidare     | BYE                  | Gentry (CAN) L 0–3   | Gick inte vidare     | 19            |
| Jaime Espinal   | -84 kg | BYE                  | Dick (NGR) W 3–1      | Marsagishvili (GEO) W 3–1 | Gattsiev (BLR) W 3–1 | BYE                  | BYE                  | Sharifov (AZE) L 1–3 | 2             |

## Friidrott
- Huvudartikel: Friidrott vid olympiska sommarspelen 2012

Förkortningar
- Notera – Placeringar gäller endast den tävlandes eget heat
- Q = Kvalificerade sig till nästa omgång via placering
- q = Kvalificerade sig på tid eller, i fältgrenarna, på placering utan att ha nått kvalgränsen
- NR = Nationellt rekord
- N/A = Omgången inte möjlig i grenen
- Bye = Idrottaren behövde inte delta i omgången

Herrar
Bana och väg
| Idrottare          | Gren       | Heat     | Heat      | Kvartsfinal | Kvartsfinal | Semifinal        | Semifinal        | Final            | Final            |
| Idrottare          | Gren       | Resultat | Placering | Resultat    | Placering   | Resultat         | Placering        | Resultat         | Placering        |
| ------------------ | ---------- | -------- | --------- | ----------- | ----------- | ---------------- | ---------------- | ---------------- | ---------------- |
| Eric Alejandro     | 400 m häck | 49.39    | 4 q       | i.u.        | i.u.        | 49.15            | 7                | Gick inte vidare | Gick inte vidare |
| Héctor Cotto       | 110 m häck | 14.08    | 8         | i.u.        | i.u.        | Gick inte vidare | Gick inte vidare | Gick inte vidare | Gick inte vidare |
| Javier Culson      | 400 m häck | 48.33    | 1 Q       | i.u.        | i.u.        | 47.93            | 1 Q              | 48.10            | 3                |
| Enrique Llanos     | 110 m häck | DNF      | DNF       | i.u.        | i.u.        | Gick inte vidare | Gick inte vidare | Gick inte vidare | Gick inte vidare |
| Miguel López       | 100 m      | BYE      | BYE       | 10.31       | 5           | Gick inte vidare | Gick inte vidare | Gick inte vidare | Gick inte vidare |
| Jamele Mason Vegas | 400 m häck | 49.89    | 5         | i.u.        | i.u.        | Gick inte vidare | Gick inte vidare | Gick inte vidare | Gick inte vidare |
| Samuel Vázquez     | 1 500 m    | 3:49.19  | 14        | i.u.        | i.u.        | Gick inte vidare | Gick inte vidare | Gick inte vidare | Gick inte vidare |
| Wesley Vázquez     | 800 m      | 1:46.45  | 4         | i.u.        | i.u.        | Gick inte vidare | Gick inte vidare | Gick inte vidare | Gick inte vidare |

Damer
Bana och väg
| Idrottare       | Gren           | Heat     | Heat      | Semifinal | Semifinal | Final            | Final            |
| Idrottare       | Gren           | Resultat | Placering | Resultat  | Placering | Resultat         | Placering        |
| --------------- | -------------- | -------- | --------- | --------- | --------- | ---------------- | ---------------- |
| Beverly Ramos   | 3 000 m hinder | 9:55.26  | 12        | i.u.      | i.u.      | Gick inte vidare | Gick inte vidare |
| Carol Rodriguez | 400 m          | 52.19    | 2 Q       | 52.08     | 6         | Gick inte vidare | Gick inte vidare |

## Gymnastik
- Huvudartikel: Gymnastik vid olympiska sommarspelen 2012

### Artistisk
Herrar
| Idrottare   | Gren   | Kval    | Kval    | Kval    | Kval    | Kval    | Kval    | Kval   | Kval      | Final   | Final   | Final   | Final   | Final   | Final   | Final  | Final     |
| Idrottare   | Gren   | Redskap | Redskap | Redskap | Redskap | Redskap | Redskap | Totalt | Placering | Redskap | Redskap | Redskap | Redskap | Redskap | Redskap | Totalt | Placering |
| Idrottare   | Gren   | F       | PH      | R       | V       | PB      | HB      | Totalt | Placering | F       | PH      | R       | V       | PB      | HB      | Totalt | Placering |
| ----------- | ------ | ------- | ------- | ------- | ------- | ------- | ------- | ------ | --------- | ------- | ------- | ------- | ------- | ------- | ------- | ------ | --------- |
| Tommy Ramos | Ringar | i.u.    | i.u.    | 15.500  | i.u.    | i.u.    | i.u.    | 15.500 | 6 Q       | i.u.    | i.u.    | 15.600  | i.u.    | i.u.    | i.u.    | 15.600 | 6         |

Damer
| Idrottare       | Gren     | Kval    | Kval    | Kval    | Kval    | Kval   | Kval      | Final            | Final            | Final            | Final            | Final            | Final            |
| Idrottare       | Gren     | Redskap | Redskap | Redskap | Redskap | Totalt | Placering | Redskap          | Redskap          | Redskap          | Redskap          | Totalt           | Placering        |
| Idrottare       | Gren     | F       | V       | UB      | BB      | Totalt | Placering | F                | V                | UB               | BB               | Totalt           | Placering        |
| --------------- | -------- | ------- | ------- | ------- | ------- | ------ | --------- | ---------------- | ---------------- | ---------------- | ---------------- | ---------------- | ---------------- |
| Lorena Quiñones | Mångkamp | 11.366  | 13.800  | 10.766  | 13.133  | 49.065 | 54        | Gick inte vidare | Gick inte vidare | Gick inte vidare | Gick inte vidare | Gick inte vidare | Gick inte vidare |

## Judo
Damer
| Idrottare      | Gren              | Sextondelsfinal              | Åttondelsfinal                | Kvartsfinal          | Semifinal            | Återkval             | Bronsmatch           | Final                | Final            |
| Idrottare      | Gren              | Motståndare Resultat         | Motståndare Resultat          | Motståndare Resultat | Motståndare Resultat | Motståndare Resultat | Motståndare Resultat | Motståndare Resultat | Placering        |
| -------------- | ----------------- | ---------------------------- | ----------------------------- | -------------------- | -------------------- | -------------------- | -------------------- | -------------------- | ---------------- |
| Melissa Mojica | Tungvikt (+78 kg) | Shahrkhani (KSA) W 0100–0000 | Ivashchenko (RUS) L 0000–0101 | Gick inte vidare     | Gick inte vidare     | Gick inte vidare     | Gick inte vidare     | Gick inte vidare     | Gick inte vidare |